# فرودگاه استانبول
فرودگاه استانبول (به ترکی استانبولی: İstanbul Havalimanı)، (یاتا: IST، ایکائو: LTFM) بزرگ‌ترین فرودگاه در بین دو فرودگاه بین‌المللی شهر استانبول است. این فرودگاه در منطقهٔ آرناووت‌کوی در قسمت اروپایی استانبول در ترکیه واقع شده‌است.
در ۶ آوریل ۲۰۱۹ میلادی، همهٔ پروازهای مسافربری تجاری برنامه‌ریزی‌شده از فرودگاه بین‌المللی آتاترک به فرودگاه استانبول منتقل شدند و فرودگاه آتاترک برای همیشه تعطیل شد. کد یاتای IST نیز به فرودگاه جدید منتقل شد.
این فرودگاه در سال 2023 به بیش از 72 میلیون مسافر خدمات‌رسانی کرد و به دومین فرودگاه پررفت‌وآمد اروپا و هفتمین فرودگاه پررفت‌وآمد جهان تبدیل شد.
از این فرودگاه به ۱۱۴ کشور پرواز انجام می‌شود و قطب هوایی ترکیش ایرلاینز است.

## امکانات

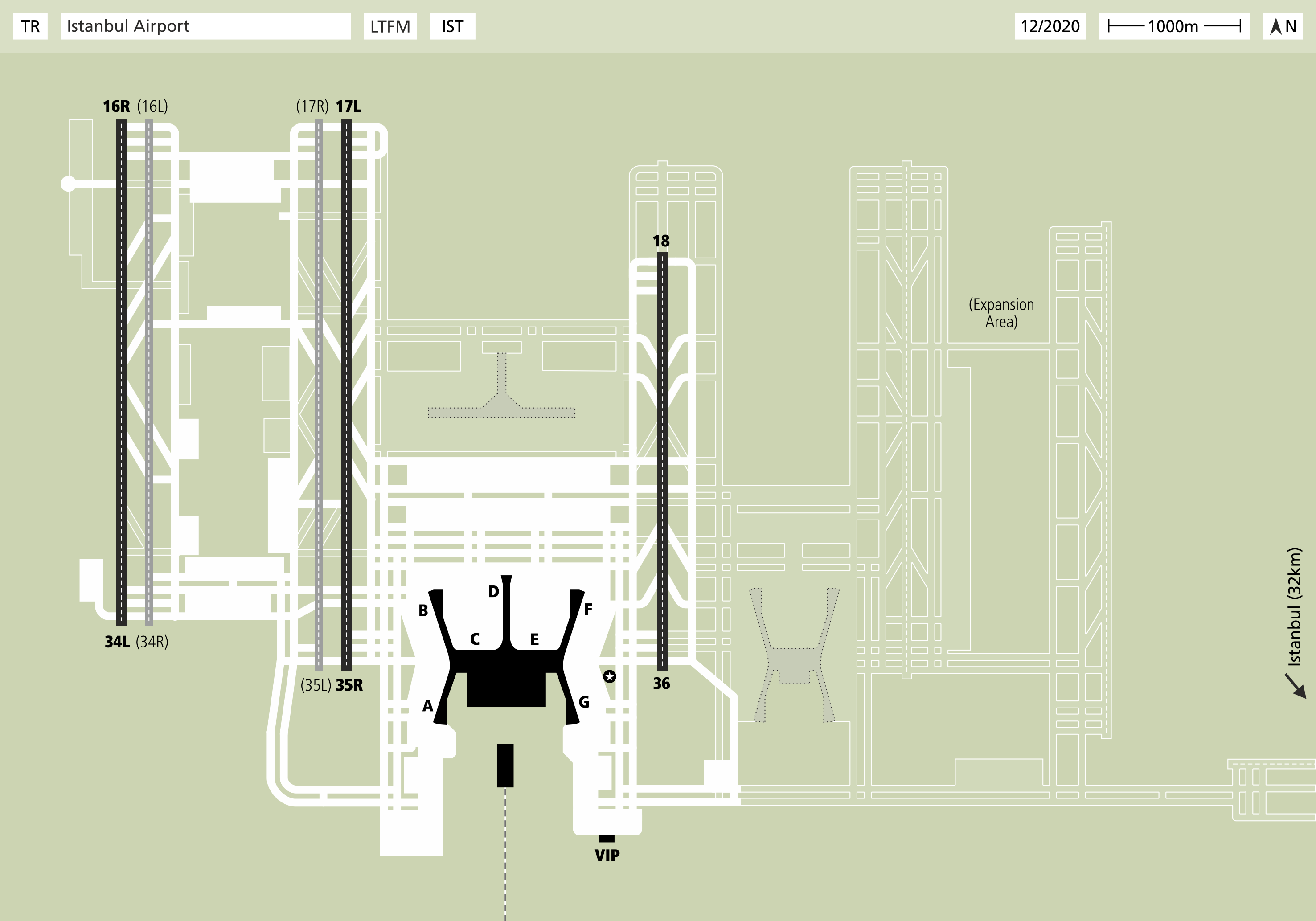
نقشهٔ چیدمان فرودگاه

این فرودگاه در حال حاضر دارای یک ترمینال برای پروازهای داخلی و خارجی و پنج باند (سه باند اصلی و دو پشتیبان) است که در حال حاضر فعال هستند. دو باند ۱۷/۳۵ هر دو ۴٬۱۰۰ متر (۱۳٬۵۰۰ فوت) طول دارند، در حالی که دو باند ۱۶/۳۴ هر کدام ۳٬۷۵۰ متر (۱۲٬۳۰۰ فوت) طول دارند. باند ۱۸/۳۶ طولی معادل ۳٬۰۶۰ متر (۱۰٬۰۴۰ فوت) دارد و کوتاه‌تر از باندهای دیگر است، اگرچه پیش‌بینی می‌شود که تا ۳٬۷۵۰ متر (۱۲٬۳۰۰ فوت) گسترش یابد. تمامی سطوح باندها از جنس بتن آسفالتی است.

### محل‌های تجمع
این فرودگاه در مجموع دارای پنج محل تجمع با حروف A, B, D, F, و G با مجموع ۱۴۳ پل مسافربری است. محل تجمع G که در جنوب شرقی واقع شده‌است، صرفاً برای پروازهای داخلی در نظر گرفته شده‌است. سه پل مسافربری محل تجمع F که مستقیماً در شمال محل تجمع G قرار دارد نیز برای پروازهای داخلی اختصاص یافته‌است. از محل‌های تجمع A, B، D و F برای پروازهای بین‌المللی استفاده می‌شود. محل‌های تجمع C و E مستقیماً به ترمینال اصلی متصل می‌شوند و بنابراین محل تجمع مستقل نیستند.

### امنیت
۳۵۰۰ پرسنل امنیتی و مجموعاً ۱۸۵۰ پلیس، از جمله ۷۵۰ افسر مهاجرت، امنیت فرودگاه را تأمین می‌کنند. فضای عمومی فرودگاه با استفاده از رادار زمینی، دوربین‌های مداربستهٔ ثابت در هر ۶۰ متر، دوربین‌های متحرک در هر ۳۶۰ متر (۱٬۱۸۰ فوت)، دوربین دمانگار و حسگرهای فیبر نوری در هر ۷۲۰ متر (۲٬۳۶۰ فوت) محافظت می‌شود. ساختمان ترمینال از ۹۰۰۰ دوربین مداربسته استفاده می‌کند.

## تخریب محیط زیست
کنشگران محیط زیست می‌گویند برای ساخت این فرودگاه نزدیک به یک میلیون و هشتصد هزار درخت جابجا شده‌اند. همچنین گفته می‌شود که برخلاف وعده دولت ۶۵۷ هزار درخت بدون آنکه به منطقه‌ای دیگر منتقل شود قطع شده‌اند. ساخت‌وسازهای مرتبط با این فرودگاه در مناطق تحت حفاظت منابع طبیعی بوده و به جنگل‌های اطراف استانبول که ریه‌های این شهر (با ۱۵ میلیون نفر جمعیت) به حساب می‌آید آسیب زده‌است.

## شرکت‌های هواپیمایی و مقصدهای پروازی

### مسافری
| شرکت‌های هواپیمایی           | مقصدهای پروازی |
| --------------------------- | --- |
| اجین ایرلاینز               | فرودگاه بین‌المللی آتن |
| آئروفلوت                    | فرودگاه بین‌المللی شرمتیوو، فرودگاه پالکوو، فرودگاه بین‌المللی سوچی، فرودگاه کولتسوو |
| افریقیه ایرویز              | فرودگاه مصراته، فرودگاه بین‌المللی میتیگا |
| ایر آلبانیا                 | فرودگاه بین‌المللی مادر ترزای تیرانا |
| هواپیمایی الجزایر           | فرودگاه هواری بومدین، فرودگاه راباه بیتات، فرودگاه بین‌المللی محمد بوضیاف، فرودگاه اس سینیا وهران |
| ایر عربیا                   | فرودگاه فس–سایس، فرودگاه بین‌المللی شارجه |
| ایر آستانه                  | فرودگاه بین‌المللی آلماتی، فرودگاه بین‌المللی نورسلطان نظربایف، فرودگاه آتیرائو |
| ایربالتیک                   | فرودگاه بین‌المللی ریگا |
| ایر قاهره                   | چارتر: فرودگاه بین‌المللی شرم‌الشیخ |
| ایر فرانس                   | فرودگاه شارل دوگل پاریس |
| Air Montenegro              | فرودگاه پودگوریتسا، فرودگاه تیوات |
| ایر صربیا                   | فرودگاه بلگراد نیکولا تسلا، فرودگاه موراوا، فرودگاه کنستانتین بزرگ در نیش |
| هواپیمایی آریانا            | میدان هوایی بین‌المللی کابل |
| هواپیمایی ارکیا             | فرودگاه بین‌المللی بن گوریون |
| Armenian Airlines           | فرودگاه بین‌المللی زوارتنوتس |
| آسیانا ایرلاینز             | فرودگاه بین‌المللی اینچئون |
| هواپیمایی آتا               | فرودگاه بین‌المللی شهید مدنی تبریز، فرودگاه بین‌المللی امام خمینی |
| آذربایجان ایرلاینز          | فرودگاه بین‌المللی حیدر علی‌اف |
| Azimuth                     | فرودگاه مینرالنیه وودی، فرودگاه بین‌المللی ونوکووا، Rostov-on-Don, فرودگاه بین‌المللی سوچی |
| بلاویا                      | فرودگاه بین‌المللی مینسک |
| Berniq Airways              | فرودگاه بین‌المللی بنینه، فرودگاه بین‌المللی میتیگا |
| بی‌اچ ایر                    | چارتر: فرودگاه صوفیه |
| بریتیش ایرویز               | فرودگاه هیترو لندن |
| هواپیمایی کاسپین            | فرودگاه بین‌المللی امام خمینی |
| هواپیمایی شرقی چین          | فرودگاه بین‌المللی شانگهای پودنگ |
| هواپیمایی جنوبی چین         | Beijing–Daxing |
| Crown Airlines              | فرودگاه بین‌المللی میتیگا |
| دان ایر                     | فرودگاه بین‌المللی هنری کواندا، فرودگاه کرایووا |
| ایزی‌جت                      | فرودگاه منچستر |
| اجیپت‌ایر                    | فرودگاه بین‌المللی قاهره |
| هواپیمایی امارات            | فرودگاه بین‌المللی دبی |
| هواپیمایی اتیوپی            | فرودگاه بین‌المللی بوول |
| هواپیمایی اتحاد             | فرودگاه بین‌المللی ابوظبی |
| European Air Charter        | چارتر: فرودگاه صوفیه |
| هواپیمایی ادیل              | فرودگاه بین‌المللی ملک عبدالعزیز، فرودگاه بین‌المللی ملک خالد |
| FlyArystan                  | فرودگاه آقتائو |
| فلای بغداد                  | فرودگاه بین‌المللی بغداد، فرودگاه بین‌المللی اربیل، پایگاه هوایی کرکوک |
| فلای‌دبی                     | فرودگاه بین‌المللی دبی |
| Fly Jordan                  | فرودگاه بین‌المللی ملکه علیا |
| فلای‌ناس                     | فرودگاه بین‌المللی ملک خالد |
| فلای وان                    | فرودگاه بین‌المللی کیشیناو، فرودگاه بین‌المللی زوارتنوتس |
| Fly Oya                     | فرودگاه بین‌المللی میتیگا |
| غدامس ایر ترانسپورت         | فرودگاه بین‌المللی میتیگا |
| گلف ایر                     | فرودگاه بین‌المللی بحرین |
| HiSky                       | فرودگاه بین‌المللی کیشیناو |
| ایندی‌گو                     | فرودگاه بین‌المللی ایندیرا گاندی، فرودگاه بین‌المللی چاتراپاتی شیواجی |
| ایر آئرو                    | فرودگاه بین‌المللی قازان، فرودگاه اویتاش، فرودگاه مینرالنیه وودی، فرودگاه بین‌المللی دوموده‌دوو، فرودگاه نالچیک، فرودگاه بین‌المللی سوچی، فرودگاه شپاکوفسکویه، فرودگاه بین‌المللی اوفا، فرودگاه بسلان |
| ایران ایر                   | فرودگاه بین‌المللی شهید بهشتی اصفهان، فرودگاه بین‌المللی امام خمینی |
| هواپیمایی ایران ایرتور      | فرودگاه بین‌المللی شهید هاشمی‌نژاد مشهد، فرودگاه بین‌المللی شهید دستغیب شیراز، فرودگاه بین‌المللی شهید مدنی تبریز، فرودگاه بین‌المللی امام خمینی |
| هواپیمایی آسمان             | فرودگاه بین‌المللی امام خمینی |
| هواپیمایی عراق              | فرودگاه بین‌المللی بغداد، فرودگاه بین‌المللی بصره، فرودگاه بین‌المللی اربیل، پایگاه هوایی کرکوک، فرودگاه بین‌المللی نجف، فرودگاه بین‌المللی سلیمانیه |
| شرکت هواپیمایی اسرایر       | فرودگاه بین‌المللی بن گوریون |
| جزیره ایرویز                | فرودگاه بین‌المللی کویت |
| اردن اوییشن                 | فرودگاه بین‌المللی ملکه علیا |
| کام ایر                     | میدان هوایی بین‌المللی کابل |
| هواپیمایی کارون             | فرودگاه بین‌المللی شهید قاسم سلیمانی |
| کاال‌ام                      | فرودگاه شیپخول آمستردام |
| کورین ایر                   | فرودگاه بین‌المللی اینچئون |
| کویت ایرویز                 | فرودگاه بین‌المللی کویت |
| هواپیمایی لیبی              | فرودگاه بین‌المللی میتیگا |
| لیبین وینگز                 | فرودگاه بین‌المللی میتیگا |
| لوت پولیش ایرلاینز          | فرودگاه بین‌المللی ژان پل دوم کراکوف-بالیس، فرودگاه شوپن ورشو |
| لوفت‌هانزا                   | فرودگاه بین‌المللی فرانکفورت |
| هواپیمایی ماهان             | فرودگاه بین‌المللی امام خمینی |
| MedSky Airways              | فرودگاه مصراته، فرودگاه بین‌المللی میتیگا |
| هواپیمایی معراج             | فرودگاه بین‌المللی امام خمینی |
| میات مونگولین ایرلاینز      | Ulaanbaatar |
| هواپیمایی خاورمیانه         | فرودگاه بین‌المللی رفیق حریری بیروت |
| نوول‌ایر                     | فرودگاه بین‌المللی سفاکس-تینا، فرودگاه بین‌المللی تونس قرطاج |
| عمان ایر                    | فرودگاه بین‌المللی مسقط |
| هواپیمایی بین‌المللی پاکستان | فرودگاه بین‌المللی اسلام‌آباد، فرودگاه بین‌المللی اقبال لاهوری |
| ایکار                       | فصلی: فرودگاه بین‌المللی شرمتیوو |
| پگاسوس ایرلاینز             | فرودگاه عدنان مندرس |
| پوبدا (شرکت هواپیمایی)      | فرودگاه بین‌المللی قازان، فرودگاه اویتاش، فرودگاه بین‌المللی ونوکووا، فرودگاه بسلان، فرودگاه بین‌المللی ولگاگراد |
| Qanot Sharq                 | فرودگاه سمرقند |
| هواپیمایی قطر               | فرودگاه بین‌المللی حمد |
| هواپیمایی قشم               | فرودگاه بین‌المللی امام خمینی |
| رد وینگز ایرلاینز           | فرودگاه چلیابینسک، فرودگاه بین‌المللی قازان، فرودگاه اویتاش، فرودگاه بین‌المللی دوموده‌دوو، فرودگاه رامنسکویه، فرودگاه نالچیک، فرودگاه بگیشفو، فرودگاه استریگینو، فرودگاه تسنترالنی، فرودگاه بولشویه ساوینو، فرودگاه بین‌المللی کورومچ، فرودگاه شپاکوفسکویه، فرودگاه بین‌المللی رسچینو فرودگاه بین‌المللی اوفا، فرودگاه بسلان، فرودگاه کولتسوو |
| روسیه ایرلاینز              | فرودگاه بین‌المللی شرمتیوو، فرودگاه پالکوو |
| هواپیمایی پادشاهی مراکش     | فرودگاه بین‌المللی محمد پنجم، فرودگاه ابن بطوطه طنجه فصلی: فرودگاه انگادس |
| هواپیمایی پادشاهی اردن      | فرودگاه بین‌المللی ملکه علیا |
| اس۷ ایرلاینز                | فرودگاه بین‌المللی دوموده‌دوو، فرودگاه تولمچوا |
| سلام ایر                    | فرودگاه بین‌المللی مسقط |
| هواپیمایی سعودی             | فرودگاه بین‌المللی ملک عبدالعزیز، فرودگاه شاهزاده محمد بن عبدالعزیز، فرودگاه بین‌المللی ملک خالد |
| اسکات ایرلاینز              | فرودگاه بین‌المللی آلماتی، فرودگاه آقتائو، فرودگاه آقتوبه، فرودگاه بین‌المللی نورسلطان نظربایف، فرودگاه آتیرائو، فرودگاه بین‌المللی چیمکند |
| سیچوان ایرلاینز             | Chengdu–Tianfu |
| سنگاپور ایرلاینز            | فرودگاه چانگی سنگاپور |
| تراول سرویس ایرلاینز        | فرودگاه شوپن ورشو |
| سامان ایر                   | فرودگاه بین‌المللی دوشنبه |
| سان دور اینترنشنال ایرلاینز | فرودگاه بین‌المللی بن گوریون |
| هواپیمایی تابان             | فرودگاه بین‌المللی امام خمینی |
| تاروم                       | فرودگاه بین‌المللی هنری کواندا |
| تای ایرویز اینترنشنال       | فرودگاه بین‌المللی سووارنابومی (از سرگیری از ۱ دسامبر ۲۰۲۳) |
| ترانساویا.کام               | فرودگاه لیون-سنت‌اگزوپری، فرودگاه نانت آتلانتیک، فرودگاه اورلی |
| تونس ایر                    | فرودگاه بین‌المللی تونس قرطاج |
| ترکیش ایرلاینز              | فرودگاه پورت بوئت، فرودگاه بین‌المللی ابوظبی، فرودگاه بین‌المللی ننامدی آزیکیوه، فرودگاه بین‌المللی کوتوکا، فرودگاه آدانا، فرودگاه بین‌المللی بوول، فرودگاه آدیامان، فرودگاه احمد خانی آغری، فرودگاه برج‌العرب، فرودگاه هواری بومدین، فرودگاه بین‌المللی آلماتی، فرودگاه بین‌المللی ملکه علیا، فرودگاه شیپخول آمستردام، فرودگاه بین‌المللی اسن‌بوغا، فرودگاه آنتالیا، فرودگاه ایواتو، فرودگاه بین‌المللی ملک حسین، فرودگاه آقتائو، فرودگاه عشق‌آباد، فرودگاه بین‌المللی اسمره، فرودگاه بین‌المللی نورسلطان نظربایف، فرودگاه بین‌المللی آتن، فرودگاه بین‌المللی هارتسفیلد-جکسون آتلانتا، فرودگاه بین‌المللی بغداد، فرودگاه بین‌المللی بحرین، فرودگاه بین‌المللی حیدر علی‌اف، فرودگاه بین‌المللی باماکو-سانوو، فرودگاه بین‌المللی سووارنابومی، فرودگاه بین‌المللی بانجول، فرودگاه بارسلون-ال پرات، فرودگاه باری، فرودگاه بازل-مولوز-فرایبورگ اروپا، فرودگاه بین‌المللی بصره، فرودگاه باتمان، فرودگاه بین‌المللی باتومی، فرودگاه بین‌المللی پکن، فرودگاه بین‌المللی رفیق حریری بیروت، فرودگاه بلگراد نیکولا تسلا، فرودگاه برلین براندنبورگ، فرودگاه بیلبائو، فرودگاه بیلاند، فرودگاه بینگول، فرودگاه بیرمنگام، فرودگاه بین‌المللی مناس، فرودگاه میلاس-بودروم، فرودگاه بین‌المللی ال دورادو، فرودگاه بلوونی گوگلیلمو مارکونی، فرودگاه بوردو-مرینیاک، فرودگاه بین‌المللی لوگان، فرودگاه برمن، فرودگاه بروکسل، فرودگاه بین‌المللی هنری کواندا، فرودگاه بین‌المللی بوداپست فرنتس لیست، فرودگاه بین‌المللی مینیسترو پیستارینی، فرودگاه بین‌المللی بخارا، فرودگاه بین‌المللی قاهره، فرودگاه چناق‌قلعه، فرودگاه بین‌المللی کانکون، کینتانا رو، فرودگاه بین‌المللی کیپ‌تاون، فرودگاه بین‌المللی سیمون بولیوار (ونزوئلا), فرودگاه بین‌المللی محمد پنجم، فرودگاه کاتانیا-فونتاناروسا، فرودگاه بین‌المللی اوهر شیکاگو، فرودگاه بین‌المللی کیشیناو، فرودگاه بین‌المللی کلوژ-نپوکا، فرودگاه کلن بن، فرودگاه بین‌المللی باندرانیکی، فرودگاه بین‌المللی کوناکری، فرودگاه بین‌المللی میهایل کوگیالنیچونو، فرودگاه بین‌المللی محمد بوضیاف، فرودگاه کپنهاگ، فرودگاه کژیون، فرودگاه بین‌المللی بلز دیان، فرودگاه دالامان، فرودگاه بین‌المللی دالاس-فورت ورث، فرودگاه بین‌المللی ملک فهد، فرودگاه بین‌المللی ژولیوس نیرر، فرودگاه بین‌المللی ایندیرا گاندی، فرودگاه دنیزلی کاردیک، فرودگاه بین‌المللی انگوراه رای، فرودگاه متروپولیتن شهرستان وین دیترویت (آغاز از ۱۵ نوامبر ۲۰۲۳), فرودگاه بین‌المللی شاه‌جلال، فرودگاه دیاربکر، فرودگاه بین‌المللی جیبوتی-امبوولی، فرودگاه بین‌المللی حمد، فرودگاه بین‌المللی دوالا، فرودگاه بین‌المللی دبی، فرودگاه دوبلین، فرودگاه دوبروونیک، فرودگاه بین‌المللی کینگ شاکا، فرودگاه بین‌المللی دوشنبه، فرودگاه بین‌المللی دوسلدورف، فرودگاه ادینبرو، فرودگاه خواجه سعید بالیکسیر، فرودگاه الازیغ، فرودگاه بین‌المللی انتبه، فرودگاه بین‌المللی اربیل، فرودگاه بین‌المللی ارجان، فرودگاه ارزنجان، فرودگاه ارزروم، فرودگاه فرغانه، فرودگاه بین‌المللی فرانکفورت، فرودگاه بین‌المللی لونگی، فرودگاه بین‌المللی گنجه، فرودگاه محلی قصیم، فرودگاه اوگوزلی، فرودگاه قاضی پاشا، فرودگاه بین‌المللی ژنو، فرودگاه گوتنبرگ-لندوتر، فرودگاه بین‌المللی بایون گوآنگ‌ژو، فرودگاه صلاح‌الدین ایوبی حکاری–یوکسک‌اوا، فرودگاه هامبورگ، فرودگاه هانوفر، فرودگاه بین‌المللی نوا به، فرودگاه هاتای، فرودگاه بین‌المللی خوزه مارتی، فرودگاه هلسینکی، فرودگاه بین‌المللی تان سون نهات، فرودگاه بین‌المللی هنگ کنگ، فرودگاه بین‌المللی جرج بوش، فرودگاه بین‌المللی غردقه، فرودگاه ایغدیر، فرودگاه بین‌المللی شهید بهشتی اصفهان، فرودگاه بین‌المللی اسلام‌آباد، فرودگاه اسپارتا سلیمان دمیرل، فرودگاه عدنان مندرس، فرودگاه بین‌المللی سوئکارنو-هتا، فرودگاه بین‌المللی ملک عبدالعزیز، فرودگاه بین‌المللی اولیور تامبو، فرودگاه جوبا، فرودگاه قهرمان‌مرعش، فرودگاه بین‌المللی جناح، فرودگاه قارص، فرودگاه قسطمونی، فرودگاه بین‌المللی تریبهوان، فرودگاه بین‌المللی ارکیلت، فرودگاه بین‌المللی قازان، فرودگاه بین‌المللی خرطوم، فرودگاه بین‌المللی کیگالی، فرودگاه بین‌المللی کلیمانجارو، فرودگاه ان دیلی، پایگاه هوایی کرکوک، فرودگاه قونیه، فرودگاه بین‌المللی ژان پل دوم کراکوف-بالیس، فرودگاه پاشکوفسکی، فرودگاه بین‌المللی کوالا لامپور، فرودگاه ظفر، فرودگاه بین‌المللی کویت، فرودگاه بین‌المللی مورتالا محمد، فرودگاه بین‌المللی اقبال لاهوری، فرودگاه لایپزیگ/هاله، فرودگاه بین‌المللی لیبرویله، فرودگاه لیسبون پورتلا، فرودگاه لیوبلیانا، فرودگاه گاتویک، فرودگاه هیترو لندن، فرودگاه بین‌المللی لس آنجلس، فرودگاه کواترو دو فرویرو، فرودگاه بین‌المللی لوساکا، فرودگاه لوگزامبورگ - فیندل، فرودگاه بین‌المللی لوکسار، فرودگاه لیون-سنت‌اگزوپری، فرودگاه مادرید-باراخاس، فرودگاه بین‌المللی مالابو، فرودگاه مالاگا، فرودگاه ارهاچ، فرودگاه بین‌المللی ابراهیم نصیر، فرودگاه بین‌المللی مالت، فرودگاه منچستر، فرودگاه بین‌المللی نینوی آکوئینو، فرودگاه بین‌المللی ماپوتو، فرودگاه ماردین، فرودگاه مراکش-منارا، فرودگاه مارسی پروانس، فرودگاه بین‌المللی شهید هاشمی‌نژاد مشهد، فرودگاه بین‌المللی سر سیوساگور رامگولام، فرودگاه شاهزاده محمد بن عبدالعزیز، فرودگاه اماسیا مرزیفون، فرودگاه بین‌المللی مکزیکو سیتی، فرودگاه بین‌المللی میامی، فرودگاه میلانو مالپنسا، فرودگاه بین‌المللی مینسک، فرودگاه بین‌المللی عدن اد، فرودگاه بین‌المللی موا، فرودگاه بین‌المللی مونترآل-پییر الیوت ترودو، فرودگاه بین‌المللی ونوکووا، فرودگاه بین‌المللی چاتراپاتی شیواجی، فرودگاه مونیخ، فرودگاه موش، فرودگاه بین‌المللی مسقط، فرودگاه بین‌المللی جومو کنیاتا، فرودگاه بین‌المللی نجف، فرودگاه نخجوان، فرودگاه ناپل، فرودگاه بین‌المللی انجامنا، فرودگاه نوشهر کاپادوکیه، فرودگاه بین‌المللی لیبرتی نیوآرک، فرودگاه بین‌المللی جان اف کندی، فرودگاه بین‌المللی دایوری هامانی، فرودگاه نیس کوت دازور، فرودگاه بین‌المللی نواکشوت–ام‌تونسی، فرودگاه نورنبرگ، فرودگاه اس سینیا وهران، Ordu/Giresun، فرودگاه بین‌المللی کانزای (از سرگیری از ۱۲ دسامبر ۲۰۲۳)، فرودگاه گاردرموئن اسلو، فرودگاه بین‌المللی آواگادوگو، فرودگاه پالرمو، فرودگاه بین‌المللی توکومن، فرودگاه شارل دوگل پاریس، فرودگاه بین‌المللی پوکت، فرودگاه پودگوریتسا، فرودگاه پوینت نوآر، فرودگاه بین‌المللی پورت هارکورت، فرودگاه فرنسیسکو جسا کارنئیرو، فرودگاه بین‌المللی پورت سودان، فرودگاه پراگ رازیون، فرودگاه بین‌المللی پریشتینا، فرودگاه بین‌المللی ریگا، فرودگاه بین‌المللی ملک خالد، فرودگاه ریزه–آرتوین، فرودگاه لئوناردو دا وینچی-فیومیچینو، Rostov-on-Don, فرودگاه پالکوو، فرودگاه زالتسبورگ، فرودگاه سمرقند، فرودگاه چهارشنبه صامسون، فرودگاه بین‌المللی سان‌فرانسیسکو، فرودگاه شانلی‌اورفه، فرودگاه بین‌المللی سائو پائولو گوارولوس، فرودگاه بین‌المللی سارایوو، فرودگاه بین‌المللی سیاتل-تاکوما، فرودگاه بین‌المللی اینچئون، فرودگاه بین‌المللی شانگهای پودنگ، فرودگاه بین‌المللی شارجه، فرودگاه بین‌المللی شرم‌الشیخ، فرودگاه بین‌المللی شهید دستغیب شیراز، فرودگاه چانگی سنگاپور، فرودگاه سینوپ، فرودگاه شرناق، فرودگاه سیواس، فرودگاه اسکندر کبیر اسکوپیه، فرودگاه بین‌المللی سوچی، فرودگاه صوفیه، فرودگاه استکهلم-آرلاندا، فرودگاه استراسبورگ، فرودگاه اشتوتگارت، فرودگاه بین‌المللی سلیمانیه، فرودگاه بین‌المللی شهید مدنی تبریز، فرودگاه محلی طائف، فرودگاه بین‌المللی تائویوان تایوان، فرودگاه تالین، فرودگاه بین‌المللی تاشکند، فرودگاه بین‌المللی تفلیس، فرودگاه بین‌المللی امام خمینی، فرودگاه بین‌المللی بن گوریون (تعلیق‌شده), فرودگاه بین‌المللی سالونیک، فرودگاه تیوات، فرودگاه توقات، فرودگاه هانه‌دا، فرودگاه بین‌المللی ناریتا، فرودگاه بین‌المللی پیرسون تورنتو، فرودگاه تولوز–بلانیاک، فرودگاه ترابزون، فرودگاه بین‌المللی تونس قرطاج، Ulaanbaatar, فرودگاه گرگانج، فرودگاه والنسیا، فرودگاه فرید ملن، فرودگاه بین‌المللی ونکوور، فرودگاه وارنا، فرودگاه ونیز مارکو پولو، فرودگاه بین‌المللی وین، فرودگاه بین‌المللی ویلنیوس، فرودگاه چرتوویتسکویه، فرودگاه شوپن ورشو، فرودگاه بین‌المللی دالس واشینگتن، فرودگاه ینبع، فرودگاه بین‌المللی یائونده، فرودگاه کولتسوو، فرودگاه زاگرب، فرودگاه بین‌المللی زنگبار، فرودگاه زونگولداغ، فرودگاه زوریخ فصلی: فرودگاه بین‌المللی مکتان-کبو، فرودگاه بین‌المللی سیشل، فرودگاه بین‌المللی شاهزاده سعید ابراهیم، فرودگاه رونیمی |
| ازبکستان ایرویز             | فرودگاه بین‌المللی بخارا، فرودگاه فرغانه، فرودگاه سمرقند، فرودگاه بین‌المللی تاشکند، فرودگاه گرگانج |
| ویز ایر                     | فرودگاه بین‌المللی بوداپست فرنتس لیست، فرودگاه بین‌المللی یاش، فرودگاه گاتویک، فرودگاه لوتن لندن |

### باری
| شرکت‌های هواپیمایی       | مقصدهای پروازی |
| ----------------------- | --- |
| Air Canada Cargo        | فرودگاه بین‌المللی پیرسون تورنتو |
| ای‌اس‌ال ایرلاینز فرانسه  | فرودگاه لیژ، فرودگاه شارل دوگل پاریس |
| دی‌اچ‌ال اوییشن           | فرودگاه بین‌المللی بحرین |
| اجیپت‌ایر کارگو          | فرودگاه بین‌المللی قاهره |
| ال عال                  | فرودگاه بین‌المللی بن گوریون |
| امارات اسکای‌کارگو       | فرودگاه بین‌المللی آل مکتوم |
| هواپیمایی اتیوپی        | فرودگاه بین‌المللی بوول، فرودگاه بین‌المللی مورتالا محمد، فرودگاه لیژ |
| فدکس اکسپرس             | فرودگاه شارل دوگل پاریس |
| هنگ کنگ ایرلاینز        | فرودگاه بین‌المللی هنگ کنگ |
| لوفت‌هانزا کارگو         | فرودگاه بین‌المللی فرانکفورت |
| ام‌ان‌جی ایرلاینز         | فرودگاه کلن بن، فرودگاه لایپزیگ/هاله، فرودگاه بین‌المللی جان اف کندی |
| هواپیمایی قطر           | فرودگاه بین‌المللی حمد |
| هواپیمایی پادشاهی اردن  | فرودگاه بین‌المللی ملکه علیا |
| هواپیمایی پادشاهی مراکش | فرودگاه بین‌المللی محمد پنجم، فرودگاه بین‌المللی بن گوریون |
| Silk Way West Airlines  | فرودگاه بین‌المللی حیدر علی‌اف، فرودگاه بین‌المللی بوریسپیل |
| ترکیش ایرلاینز          | فرودگاه آدانا، فرودگاه آنتالیا، فرودگاه عدنان مندرس، فرودگاه بین‌المللی کوتوکا، فرودگاه هواری بومدین، فرودگاه بین‌المللی آلماتی، فرودگاه بین‌المللی نورسلطان نظربایف، فرودگاه بین‌المللی ملکه علیا، فرودگاه شیپخول آمستردام، فرودگاه عشق‌آباد، فرودگاه بین‌المللی هارتسفیلد-جکسون آتلانتا، فرودگاه بین‌المللی حیدر علی‌اف، فرودگاه بین‌المللی سووارنابومی، فرودگاه بین‌المللی رفیق حریری بیروت، فرودگاه بین‌المللی کمپگوودا، فرودگاه بلگراد نیکولا تسلا، فرودگاه بین‌المللی مناس، فرودگاه بین‌المللی ال دورادو، فرودگاه بروکسل، فرودگاه بین‌المللی هنری کواندا، فرودگاه بین‌المللی بوداپست فرنتس لیست، فرودگاه بین‌المللی قاهره، فرودگاه بین‌المللی محمد پنجم، فرودگاه بین‌المللی چنای، فرودگاه بین‌المللی اوهر شیکاگو، فرودگاه بین‌المللی باندرانیکی، فرودگاه بین‌المللی ایندیرا گاندی، فرودگاه بین‌المللی شاه‌جلال، فرودگاه بین‌المللی حمد، فرودگاه بین‌المللی آل مکتوم، فرودگاه بین‌المللی انتبه، فرودگاه بین‌المللی اربیل، فرودگاه بین‌المللی فرانکفورت، فرودگاه بین‌المللی بایون گوآنگ‌ژو، فرودگاه بین‌المللی نوا به، فرودگاه هلسینکی، فرودگاه بین‌المللی تان سون نهات، فرودگاه بین‌المللی هنگ کنگ، فرودگاه بین‌المللی جرج بوش، فرودگاه بین‌المللی راجیو گاندی، فرودگاه بین‌المللی اسلام‌آباد، فرودگاه بین‌المللی سوئکارنو-هتا، فرودگاه بین‌المللی جناح، فرودگاه بین‌المللی خرطوم، فرودگاه ان دیلی، فرودگاه بین‌المللی کوالا لامپور، فرودگاه بین‌المللی بوریسپیل، فرودگاه بین‌المللی مورتالا محمد، فرودگاه بین‌المللی اقبال لاهوری، فرودگاه استانستد لندن، فرودگاه ماستریخت آخن، فرودگاه مادرید-باراخاس، فرودگاه بین‌المللی مکزیکو سیتی، فرودگاه میلانو مالپنسا، فرودگاه بین‌المللی شرمتیوو، فرودگاه بین‌المللی میامی، فرودگاه بین‌المللی چاتراپاتی شیواجی، فرودگاه بین‌المللی جومو کنیاتا، فرودگاه بین‌المللی جان اف کندی، فرودگاه بین‌المللی سائو پائولو گوارولوس، فرودگاه بین‌المللی اینچئون، فرودگاه بین‌المللی شانگهای پودنگ، فرودگاه شنن، فرودگاه چانگی سنگاپور، فرودگاه استکهلم-آرلاندا، فرودگاه بین‌المللی تائویوان تایوان، فرودگاه بین‌المللی تاشکند، فرودگاه بین‌المللی تفلیس، فرودگاه بین‌المللی امام خمینی، فرودگاه بین‌المللی بن گوریون، فرودگاه بین‌المللی پیرسون تورنتو، فرودگاه بین‌المللی تونس قرطاج، فرودگاه بین‌المللی توزلا، فرودگاه بین‌المللی وین، فرودگاه بین‌المللی ویلنیوس، فرودگاه زوریخ |
| هواپیمایی ترکمنستان     | فرودگاه عشق‌آباد |
| یوپی‌اس ایرلاینز         | فرودگاه کلن بن، فرودگاه بین‌المللی بن گوریون |